# Wolf Barth (Mathematiker)

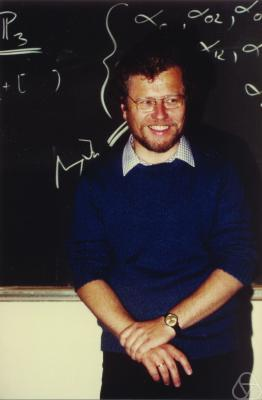
Wolf Barth (1980)

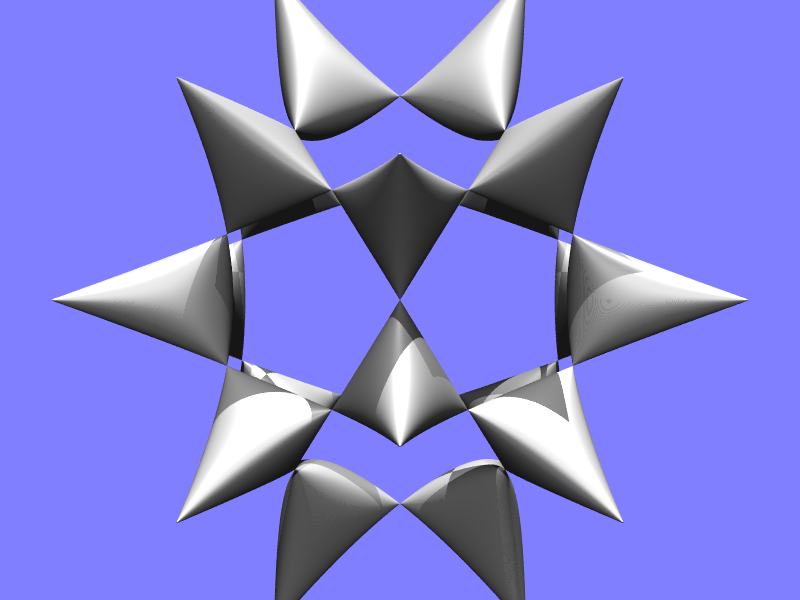
Barth Sextik

Wolf Paul Barth (* 20. Oktober 1942 in Wernigerode; † 30. Dezember 2016) war ein deutscher Mathematiker, der sich mit algebraischer Geometrie beschäftigte.

## Leben
Wolf Barth studierte in Erlangen zunächst Mathematik und Physik für das Lehramt, ehe er sich ganz der Mathematik zuwandte. Er wurde 1967 bei Reinhold Remmert (und Hans Grauert) an der Universität Göttingen promoviert (Einige Eigenschaften analytischer Mengen in kompakten komplexen Mannigfaltigkeiten). Die Habilitation erfolgte 1971 an der Universität Münster. 1976 wurde er ordentlicher Professor für Mathematik an der Universität Erlangen als Nachfolger von Georg Nöbeling.
Er befasste sich unter anderem mit algebraischen Vektorbündeln und Flächen in komplexen projektiven Räumen und abelschen Varietäten.
1996 konstruierte er eine Sextik (Fläche sechsten Grades) im dreidimensionalen komplexen projektiven Raum mit maximaler Anzahl von Doppelpunkt-Singularitäten (65), die Barth-Sextik. Sie hat die Symmetrien eines Ikosaeders ebenso wie eine Fläche vom Grad 10 mit 345 Doppelpunkten, die er ebenfalls 1996 angab. Mit der Konstruktion der Barth-Sextik widerlegte er auch Francesco Severi, der 1946 einen Beweis veröffentlicht hatte, dass Sextiken im dreidimensionalen projektiven Raum maximal 52 Doppelpunkte haben könnten.
Zu seinen Doktoranden zählt Klaus Hulek.

## Schriften
- Lokale Cohomologie bei isolierten Singularitäten analytischer Mengen (= Schriftenreihe des Mathematischen Instituts der Universität Münster. Serie 2, H. 5). Mathematisches Institut der Universität Münster, Münster 1971.
- Moduli of vector bundles on the projective plane. In: Inventiones Mathematicae. Band 42, 1977, S. 63–91.
- Some properties of stable rank-2 vector bundles on {\displaystyle \mathbb {P} _{n}}. In: Mathematische Annalen. Band 226, 1977, S. 125–150.
- mit Klaus Hulek, Chris Peters, Antonius van de Ven: Compact complex surfaces (= Ergebnisse der Mathematik und ihrer Grenzgebiete. Folge 3, Band 4). Springer,  Berlin u. a. 1984, ISBN 3-540-12172-2 (2nd enlarged edition. ebenda 2004, ISBN 3-540-00832-2).
- mit Peter Knabner: Lineare Algebra. Grundlagen und Anwendungen. Springer Spektrum, Berlin/Heidelberg 2013, ISBN 978-3-642-32185-6.